# Sunil Shetty
Sunil Shetty (kannada: ಸುನಿಲ್ ಶೆಟ್ಟಿ; ur. 11 sierpnia 1961) – indyjski aktor bollywoodzki producent filmowy. Urodził się w Mulki, koło Mangaluru, Karnataka, Indie. Występuje od 1992 roku, podobnie jak Shah Rukh Khan, u boku którego wystąpił w 2004 roku w znanej komedii akcji Jestem przy tobie. Nie jest spokrewniony z aktorką indyjską Shilpa Shetty, chociaż oboje pochodzą z Tamilnadu.
Z wyznania hinduista, żonaty z Manna, dwoje dzieci (Atiya i Aahan). Ma czarny pas w Kick-boxingu, jest także człowiekiem interesu, właścicielem cieszących się popularnością sieci hoteli. Ma własną wytwórnię filmową, która wyprodukowała Khel (2003) i Rakht.
Znanym uczynił go film Mohra, potem popularność przyniosły mu filmy akcji, w których często grał razem ze swoim przyjacielem Akshay Kumarem. Często gra też role patriotów (Qayamat, Border, LOC Kargil, Refugee). W Dhadkan po raz pierwszy zagrał rolę negatywną nagrodzoną Nagrodą Filmfare za Najlepszą Rolę Negatywną. Sukcesem cieszą się też jego role w komediach Hulchul, Hera Pheri i Phir Hera Pheri.
Ostatnie filmy, w których grał to Sekcja dziesiąta, Deewane Huye Pagal i Aap Ki Khatir.

## Filmografia
- One Two Three (2008)
- Misja Stambuł ... Owais Hussain
- Airport (2008) (zapowiedziany)
- International Hera Pheri (2007) (zapowiedziany)
- Tere Pyaar Ki Kasam (2007) (zapowiedziany)
- Mazhab: The Religion (2006) (w postprodukcji)
- Cash (2007) – Angad
- Shootout at Lokhandwala (2007) – inspektor Kaviraj Patil
- Don’t Stop Dreaming (2007) – Dave
- Apna Sapna Money Money (2006) – inspektor Na Mane
- Umrao Jaan (2006) – Faiz Ali
- Aap Ki Khatir (2006) – Kunal
- Phir Hera Pheri (2006) – Ghanshyam
- Cicho sza! (2006) – Mangal Singh Chauhan
- Shaadi Se Pehle (2006) – Anna
- Darna Zaroori Hai (2006) –
- Fight Club – Members Only (2006) – Anna
- Home Delivery: Aapko... Ghar Tak (2005)
- Deewane Huye Pagal (2005) – Sanju
- Kyon Ki (2005) – Karan
- Chocolate (2005) – Rocker
- Amar Joshi Shahid Ho Gaya (2005) – reżyser
- Sekcja dziesiąta (2005) – Dan
- Sekret (2005) – Sunderlal
- Tango Charlie (2005) – porucznik lotnictwa Shezad Khan
- Szantaż (2005) – ACP Abhay Rathod
- Padmashree Laloo Prasad Yadav (2005) – Lalchand Dilachand (Laloo)
- Hulchul (2004) – Veer
- Rakht (2004) – Mohit
- Ek Se Badhkar Ek (2004) – Rahul Bhargav
- Kyun...! Ho Gaya Na (2004) – Ishaan (gościnnie)
- Aan: Men at Work' (2004) – inspektor Appa Kadam Naik
- Jestem przy tobie (2004) – Raghavan Datta
- Rudraksh (2004) – Bhuria
- Lakeer – Forbidden Lines (2004) – Sanju
- LOC Kargil (2003) – Sepoy Sanjay Kumar
- Khel (2003) – Dev Mallya
- Qayamat (2003) – Akram Sheikh (oficer)
- Khanjar: The Knife (2003) – Raja
- Baaz: A Bird in Danger (2003) – Harshvardan
- Ek Hindustani (2003) – Sunil Shrivastava
- Kaante (2002) – Marc Issak
- Karz: The Burden of Truth (2002) – Raja
- Maseeha (2002) – Krishna „Dushman”
- Annarth (2002) – Jimmy/Jai
- Jaani Dushman: Ek Anokhi Kahani (2002) – Vijay
- Awara Paagal Deewana (2002) – Yeda Anna
- Ehsaas: The Feeling (2001) – Ravi Naik
- Yeh Teraa Ghar Yeh Meraa Ghar (2001) – Daya Shanker Pandey
- Pyaar Ishq Aur Mohabbat (2001) – Yash Sabharwal
- Kakkakuyil (2001) – gościnnie
- Kuch Khatti Kuch Meethi (2001) – Sameer
- 12B (2001) – Jo’s Uncle
- Ittefaq (2001) – Shiva
- Aaghaaz (2000) – Govind Narang
- Dhadkan (2000) – Dev
- Jungle (2000) – dowódca Shivraj
- Refugee (2000) – Mohammad Ashraf
- Hera Pheri (2000) – Ghanshyam (Shyam)
- Krodh (2000) – Karan
- Officer (2000) – Sagar Chauhan
- Bade Dilwala (1999) – Ram
- Hu Tu Tu (1999) – Aditya
- Kaala Samrajya (1999) – Arjun
- Sar Utha Ke Jiyo (1998) – gościnnie
- Humse Badhkar Kaun (1998) – Bhola/Suraj
- Aakrosh: Cyclone of Anger (1998) – oficer Dev Malhotra
- Vinashak – Destroyer (1998) – Inspector Arjun Singh
- Qahar (1997) – Amar Kapoor (syn Kapoora)
- Prithvi (film) (1997) – Prithvi
- Bhai (1997) – Kundan
- Border (1997) – kapittan Bhairav Singh (Raja)
- Dhaal: The Battle of Law Against Law (1997) – Suraj
- Judge Mujrim (1997) – Sunil/Dhaga
- Sapoot (1996) – Raj
- Krishna (film) (1996)
- Ek Tha Raja (1996) – inspektor Jay Singh/Jay Dogra
- Rakshak (1996) – ASP Raj Sinha
- Shastra (film) (1996) – Vijay
- Vishwasghaat (1996)
- Takkar (1995) – Ravi Malhotra
- Gaddaar (1995) – Sunil 'Sunny' Gujral
- Raghuveer (1995) – Raghuveer Verma
- Surakshaa (1995) – Raja
- Hum Hain Bemisaal (1994) – Michael
- Mohra (1994) – Vishal Agnihotri
- Dilwale (1994) – inspektor Vikram
- Gopi Kishan (1994) – Gopinath/Kishan
- Waqt Hamara Hai (1993) – Sunil Choudhary/Shahenshah
- Anth (1993) – Vijay Saxena
- Pehchaan (1993) – Kunal Verma
- Balwaan (1992) – Arjun Singh